# Кудряшов, Борис Александрович
Бори́с Алекса́ндрович Кудряшо́в (1904—1993) — советский учёный, физиолог, доктор биологических наук, профессор МГУ.

## Биография
Родился в 1904 году в Казани. Он был третьим, младшим ребёнком в семье. В 1922 году закончил вечернюю школу. Учился в Казанском университете (1923—1927) на геолого-биологическом отделении физико-математического факультета. Его дипломная работа «К вопросу о строении плавательного пузыря у рыб» была отмечена государственной экзаменационной комиссией как особо выдающаяся и после публикации в немецком журнале получила высокую оценку специалистов.
Научные статьи, написанные студентом-биологом Кудряшовым, были замечены академиком М. М. Завадовским, под руководством которого он с 1927 года продолжил свои занятия в аспирантуре Московского университета. Темой исследования Кудряшова в 1930-е годы стали витамины.
В 1935 году по совокупности работ Б. А. Кудряшову была присуждена учёная степень кандидата биологических наук без защиты диссертации. В 1937 году он успешно защитил диссертацию на степень доктора биологических наук и получил звание профессора (1938) в возрасте 34 лет.
В 1940 году создал лабораторию физиологии и биохимии свёртывания крови, которая в настоящее время называется «лаборатория защитных систем крови имени профессора Б. А. Кудряшова», и всю жизнь возглавлял её.
Тщательному исследованию в докторской диссертации (1936) подвергся механизм действия витамина Е. В последующие годы подобные исследования были посвящены витамину К, от присутствия которого в организме зависит способность крови к свёртыванию.
К 1940 году в результате работ профессоров Б. А. Кудряшова и М. М. Шемякина в нашей[какой?] стране появился отечественный промышленный препарат витамина К. Однако этот витамин, как показала медицинская практика, действовал избирательно, только на больных, у которых в результате некоторых болезней в крови оказывалось мало особого вещества — протромбина. Витамин не ускорял свёртывания крови при ранениях здорового человека. Одновременно с изучением витаминов в конце 1930-х годов Кудряшов вёл поиски способа получения лабораторным путём тромбина — особого фермента, давно открытого в крови животных и человека и обладавшего способностью свёртывания крови. Уже до войны в лаборатории удалось получить несколько граммов тромбина, который быстро свёртывал кровь при выходе её из раны.
Препарат, только что созданный учёным, немедленно был направлен на испытания в ряд хирургических клиник, таким образом, уже до ВОВ в нашей[какой?] стране были заложены основы того, что теперь носит название трансляционной медицины. Осенью 1941 года испытания были закончены. 6 октября 1941 года хирургической комиссией, назначенной Наркоматом обороны, было сделано заключение о целесообразности применения тромбина не только во время операций, но также и при первичной обработке ран.
Разработанный Кудряшовым препарат тромбин обладал чрезвычайно ценным свойством: за 3—6 секунд свёртывать изливающуюся из раны кровь в сгусток — тромб, который закрывал рассечённые кровеносные сосуды и тем самым останавливал кровотечение.
«Известно, что артериальное кровотечение останавливается наложением жгута, венозное — с использованием давящей повязки, но кровотечение в паренхиматозных тканях прежде остановить было практически невозможно… Б. А. Кудряшовым с коллегами было установлено, что такое кровотечение (например, в печени) после аппликации тромбина прекращалось в течение нескольких минут».
Первая промышленная серия стерильного тромбина была получена в Москве в апреле 1942 года. Но перед учёными возникло новое препятствие: тромбин быстро терял свою активность. Чтобы установить причину этого явления, потребовалось множество разных анализов и новых опытов. Причина была найдена в повышенной щёлочности стекла ампул, в которые разливался полученный раствор тромбина. После устранения возникших помех препарат начал поступать во фронтовые медицинские учреждения. В годы войны тромбин нашёл широчайшее применение в медицине при первичной обработке ран, при хирургических операциях и перевязках. В практике военной медицины тромбин был использован в количестве более чем 2 млн человеко-доз.
«В полевых условиях, на фронтах войны при участии самого автора тромбин спас жизни сотен тысяч раненных бойцов. Этот подвиг учёного отмечен Государственной премией (в те годы Сталинской), двумя орденами Красного Знамени и орденом Красной Звезды…
В послевоенные годы… снова Борис Александрович начинает борьбу со страшными недугами. Совместно с Г. В. Андреенко — тогда аспиранткой лаборатории, а потом профессором и заведующей лабораторией ферментативного фибринолиза — был разработан и получен… препарат фибринолизин, способный растворять тромбы. Препарат был передан на клинические испытания в клиники академика А. Л. Мясникова (исполнитель к.м.н. Е. И. Чазов, ныне академик АМН)… Биохимиком Г. В. Андреенко на базе Горьковского завода микробиологических препаратов фибринолизин был произведён уже в промышленном масштабе». Применяется клинически для предотвращения тромбозов при разнообразных болезнях.
В 1955 году подписал «Письмо трёхсот».
В 1964—1985 годах заведовал кафедрой физиологии человека и животных биологического факультета МГУ имени М. В. Ломоносова.
Автор трёх открытий, более чем 20 изобретений и множества работ в области изучения свёртываемости крови.
Первым исследовал и описал неферментативный фибринолиз, способ, которым организм препятствует свёртыванию крови внутри собственных сосудов.
В 1990 году Кудряшов с сотрудниками сделал открытие, касающееся сахарного диабета. Впервые в мире доказывается один из механизмов возникновения диабета за счёт появления в организме его белкового предвестника — токсичного белка. Кудряшов разрабатывает метод выявления в крови этого белка, который появляется задолго до проявления клинических признаков сахарного диабета, что даёт возможность проводить диагностику начинающегося заболевания. На основе этого открытия разработаны новые способы лечения сахарного диабета у животных, отличающиеся от традиционного применения инсулина.
Умер в 1993 году. Похоронен на Востряковском кладбище.

## Награды и премии
- Государственная премия СССР (1977) — за монографию «Биологические проблемы регуляции жидкого состояния крови и её свёртывания» (1975)
- Сталинская премия второй степени (1951) — за разработку и организацию производства нового медицинского препарата.
- Орден Красной Звезды (1944)
- Орден Трудового Красного Знамени (7 декабря 1942) — за разработку и организацию производства нового медицинского препарата, нашедшего широкое применение в практике военных и гражданских лечебных учреждений
- Ломоносовская премия